# Џикаво (река)
Џикаво је река која извире у Етиопији, на Етиопској висији и једним делом тече као гранични ток према Јужном Судану, у вилајету Горњи Нил. Дугачка је педесетак километара и улива се у реку Баро, као десна притока, код села Џокау.